# Wadakapiapué
Wadakapiapué (también escrito Tepuy Wadakapiapo; Wadakapiapo-tepui o bien simplemente Wadakapiapo que en español quiere decir «Árbol de la Vida» o «Árbol de todos los frutos») es un tepuy o meseta elevada con caídas abruptas que se destaca en la región conocida como la Gran Sabana, porque se asemeja a la forma de un dedo apuntando al cielo, pertenece a Venezuela localizándose al sureste de este país suramericano. Se encuentra cerca de otro tepuy conocido como Yuruani.
El tepuy está cubierto por una espesa vegetación selvática y es difícil escalarlo.
Administrativamente es parte del Municipio Gran Sabana del Estado Bolívar. Se trata de una zona protegida como parte del Parque nacional Canaima.
Algunos indígenas pemones creen que este tepuy era un árbol gigantesco que fue cortado y del que salió todo lo que hay en la naturaleza, de allí el nombre Árbol de la vida.